# Burpee

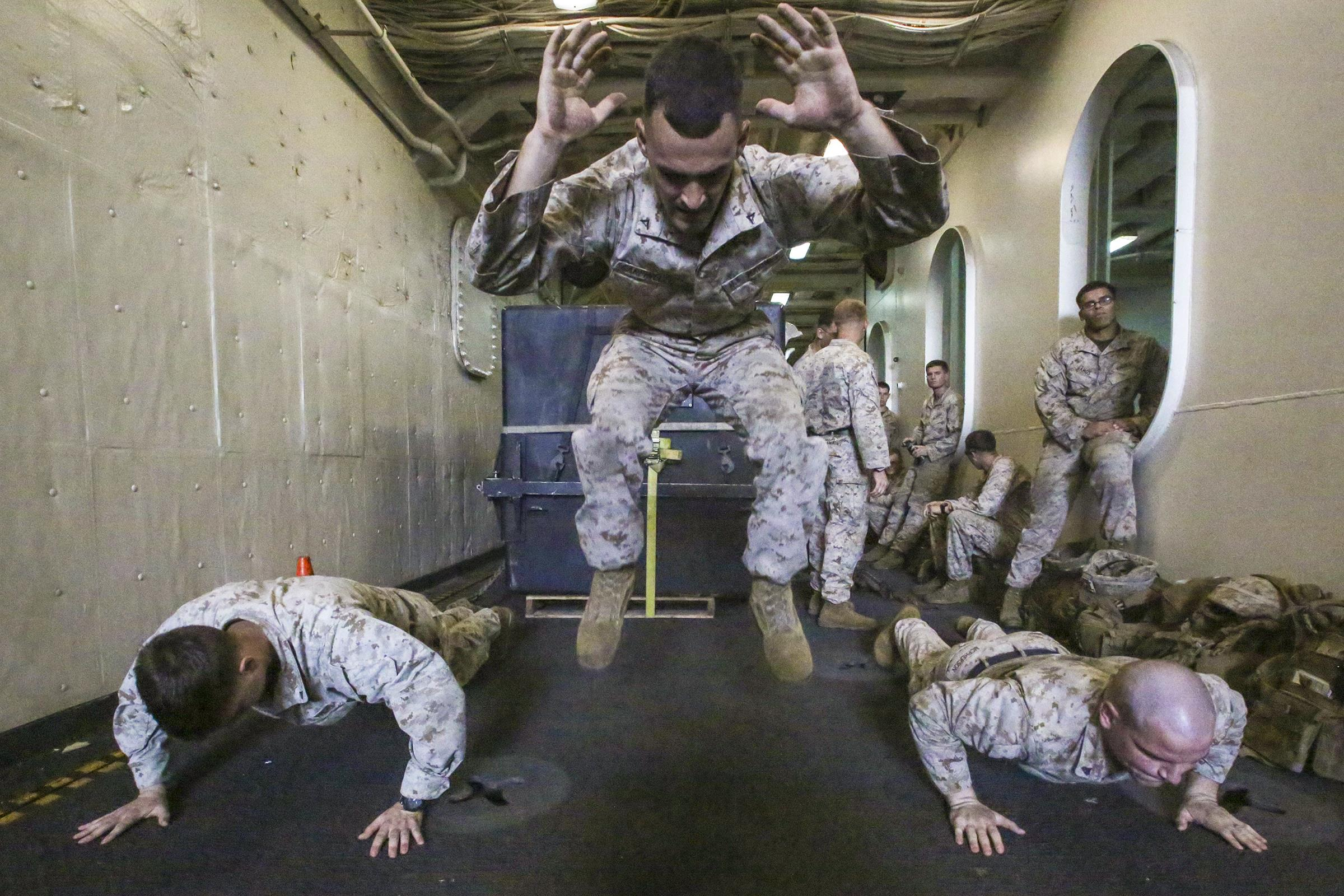
Fuzileiros navais fazem burpees a bordo do em 2016

Flexão-Burpee ou Burpee é um exercício corporal completo de flexão com salto, utilizado em treinamento de força e exercício aeróbico. De acordo com o dicionário Merriam-Webster, o exercício recebeu este nome em 1939, em homenagem a seu inventor, o fisiologista estadunidense Royal Huddleston Burpee, que desenvolveu um teste de aptidão física, primeiro empregado pelos militares dos Estados Unidos e posteriormente para condicionamento físico pessoal. Consistindo de uma série de exercícios executados em sucessão, o teste tinha a finalidade de medir a agilidade e a coordenação.
O exercício de condicionamento é executado em quatro passos: inicia-se de pé; agacha-se com os braços esticados à frente; joga-se os pés juntos para trás, esticando as pernas; retorna-se os pés para a posição de agachamento; fica-se de pé, e pula-se com os braços esticados para cima. Pode envolver também a execução de uma flexão.
Esse exercício trabalha várias capacidades físicas:
- coordenação: são vários movimentos rápidos que exigem do corpo boa coordenação e controle corporal;

- força: pode aumentar sua força, principalmente se você não aguenta o peso do seu próprio corpo;

- explosão (potência): o burpee clássico contém saltos em sua execução, movimentos rápidos de perna, abdômen e braço e consequentemente aumento de explosão muscular desses membros;

- resistência: após um período de treino, em vez de ganhar força seu corpo passa a ganhar resistência e você aguentará por mais tempo;

- treino aeróbio: há profissionais que indicam fazer o burpee por 15 minutos como atividade aeróbica. O burpee clássico é conhecido por ser de alta intensidade, assim, para fazê-lo como cardio é preciso adaptá-lo.